# Tyloperla sauteri
Tyloperla sauteri és una espècie d'insecte plecòpter pertanyent a la família dels pèrlids.